# مکس شلنبرگ
مکس شلنبرگ (انگلیسی: Max Schellenberg; ۶ اکتبر ۱۹۲۷ – ۲۶ مهٔ ۲۰۰۰) دوچرخه‌سوار اهل سوئیس بود.